# Stazione di Fermignano
La stazione di Fermignano era una stazione ferroviaria posta lungo le ferrovie Urbino-Fabriano e Fano-Urbino, a servizio del comune di Fermignano.

## Storia
La stazione venne inaugurata il 25 aprile 1898 insieme al tronco Urbino-Pergola della ferrovia Urbino-Fabriano.
Il 30 luglio 1916 venne collegata con Fano mediante la linea Fano-Urbino.
Il 1º gennaio 1933 fu chiusa al traffico ferroviario proveniente da Fano (R.D.L. 14 ottobre 1932 n. 1496) sostituito da un autoservizio della Società Anonima Servizi Automobilistici Pesaro Urbino Macerata Feltria (SAPUM).
Con l'assunzione del servizio ferroviario da parte delle Ferrovie dello Stato, l'8 maggio 1942 avvenne la riattivazione di corse dirette da Pesaro ad Urbino.
Nel 1944, durante il secondo conflitto mondiale, la tratta Fermignano-Pergola della linea Urbino-Fabriano venne seriamente danneggiata dall'esercito tedesco in ritirata; da quell'anno la tratta non fu più riattivata lasciandola in completo abbandono. Al termine del conflitto, solo tre sezioni vennero riattivate: la Pergola-Fabriano il 20 maggio 1947, la Fano-Fermignano il 2 ottobre 1955 e la Urbino-Fermignano il 2 febbraio 1956.
Il 26 novembre 1977 venne inaugurato il nuovo fabbricato viaggiatori.
Continuò il suo esercizio fino alla chiusura della linea Fano-Urbino avvenuta il 31 gennaio 1987.

## Strutture e impianti
La stazione era composta da un fabbricato viaggiatori e da tre binari, più una serie di tronchini: il binario 1 collegava Fano (dismesso nel 1987) mentre il binario 2 collegava Fabriano (dismesso nel 1944) e Urbino (dismesso nel 1987).
Ad aprile 2016 la stazione è stata adibita in parte ad esercizi commerciali e in parte ad abitazioni private.